# 버니 해밀턴
버니 해밀턴(Bernie Hamilton, 1928년 6월 12일 ~ 2008년 12월 30일)은 미국의 영화배우, 배우, 텔레비전 배우이다.
로스앤젤레스에서 태어났으며 로스앤젤레스에서 사망하였다. 사인은 심부전이다.

## 영화
- 벅타운 (1975년)
- 브라큐라 2 (1973년)
- 대혈투 (1971년)
- 애증의 세월 (1968년)
- 타잔 - 론 엘리 편 4 (1968년)
- 스트레인저 온 더 런 (1967년) - 딕코리 역
- 타잔 - 론 엘리 편 3 (1967년)
- 원 포테토, 투 포테토 (1964년)
- 캡틴 신드바드 (1963년)
- 미국의 암흑가 (1961년)
- 4시의 악마 (1961년)
- 디 영 원 (1960년)
- 키스밋(영어판) (1955년)
- 빛나는 승리 (1951년)